# NGC 7720
NGC 7720 ist eine cD-Galaxie mit aktivem Galaxienkern vom Hubble-Typ E2 im Sternbild Pegasus am Nordsternhimmel. Sie ist schätzungsweise 413 Millionen Lichtjahre von der Milchstraße entfernt und hat einen Durchmesser von etwa 195.000 Lichtjahren. Gemeinsam mit PGC 85570 (NGC 7720B) bildet sie ein wechselwirkendes Galaxienpaar.

Im selben Himmelsareal befinden sich u. a. die Galaxien NGC 7726, NGC 7728, IC 5341, IC 5342.
Das Objekt wurde am 10. September 1784 von Wilhelm Herschel entdeckt.